# Szilárd Németh
Szilárd Németh (Komárno, 8 agosto 1977) è un ex calciatore slovacco, di ruolo attaccante.

## Carriera

### Club

#### Slovan Bratislava
Cresce calcisticamente nello Slovan Bratislava, nel quale esordisce nel 1994 non ancora maggiorenne. Nel 1994 lo Slovan anticipa gli avversari e vince il campionato con largo margine e con una sola sconfitta: è il secondo trofeo dopo la Supercoppa di Slovacchia (2-0 al Tatran Presov). In Coppa UEFA lo Slovan batte i danesi del FC Copenaghen 2-1 (1-1 in Slovacchia e 1-0 in Danimarca, vengono estromessi dai tedeschi del Borussia Dortmund 4-2 (2-1 a Bratislava e 3-0 netto a Dortmund). Nel 1995 arriva il secondo campionato vinto dopo la poule scudetto e con un buon margine oltre a solo 2 sconfitte in 32 incontri di campionato e questo anche grazie al giovane Németh che segna 12 reti (battuto solo da Róbert Semeník del Mestský Futbalový Klub Košice con 29 realizzazioni). La coppa non arriva e la Supercoppa è persa ai danni dei rivali dell'Inter della capitale slovacca 3-2. In Coppa UEFA i bianco-azzurri buttano fuori dalla competizione l'NK Osijek, formazione croata con un "tennistico" 6-0 (4-0 al Tehelné Pole e 2-0 a Osijek), per poi essere eliminati di nuovo dai tedeschi e allo stesso modo dell'anno precedente: infatti lo Slovan si illude 2-1 a Bratislava per poi perdere in terra tedesca 3-0 contro il Kaiserslautern. Nel 1996 lo Slovan trova la Supercoppa di Slovacchia e la Coppa di Slovacchia (1-0 al Tatran Prešov nei tempi supplementari) ma non il campionato dove giunge quarto trascinato dai gol di Németh che anche quest'anno sono 12 e gli permettono di raggiungere il terzo posto nella classifica marcatori. In Europa incontra gli irlandesi del St Patrick's Athletic Football Club riuscendo a eliminarli 5-3 (4-3 a Dublino e 1-0 in casa). Affrontano nel turno successivo i turchi del Trabzonspor con cui perdono illudendosi 2-1 in casa e 4-1 a Trebisonda. Chiude quindi gli anni nello Slovan con 61 presenze di campionato e 25 reti.

#### Kosice
Giunge la stagione seguente al Košice squadra slovacca. Il Kosice vince lo scudetto nel 1997 con Németh che sigla 13 reti, perde la coppa nazionale (FC Spartak Trnava 2-0 Kosice), ma vince la Supercoppa con un più che netto 5-0 contro lo Slovan Bratislava sua ex squadra. In UEFA Champions League vince contro gli islandesi del ÍA con un rotondo 4-0 (3-0 a Košice e 1-0 ad Akranes nei pressi di Reykjavík). I giallo-blu sconfiggeranno lo Spartak Mosca 2-1 (2-1 in casa e 0-0 in trasferta) per accedere alla fase a girone della competizione continentale. Capitano in un girone troppo difficile con Feyenoord, Manchester United e con i bianconeri di Torino. Il girone è chiuso a 0 punti ed il Košice viene rispedito a casa.
Viene ceduto allo AC Sparta Praga nel 1998 e con i praghensi giocherà 8 incontri di campionato senza segnare.
Torna nel 1999 al Kosice dove segna 7 reti per poi cambiare aria nello stesso anno.

#### Inter Bratislava
Nel 1999 si accasa all'Inter Bratislava dove in due stagioni vince molto. Infatti arriva subito il campionato davanti al Kosice e allo Slovan Bratislava, le sue ex squadre. Vince inoltre il titolo di capocannoniere del torneo, traguardo che aveva solo sfiorato precedentemente sia con Slovan che con Kosice segnando 16 goal. Arriva anche la Coppa di Slovacchia vinta ai rigori dopo l'1-1 dei tempi regolamentari contro il Kosice. In Coppa UEFA gli albanesi del Klubi Sportiv Bylis Ballshi vengono eliminati 5-1 dalla compagine di Bratislava (3-1 in casa e 2-0 in trasferta), quindi nel turno successivo il Rapid Vienna viene eliminato 3-1 dall'Inter Bratislava (1-0 in casa e 2-1 a Vienna); al secondo turno di Coppa UEFA il Nantes estromette in modo deciso la squadra di Németh con un pesante 7-0 (3-0 in Slovacchia e 4-0 in Francia). Nel 2000 Németh con i suoi 23 goal trascina ad un altro scudetto l'Inter Bratislava e vincendo anche la coppa arriva il secondo double consecutivo. In Champions League l'Inter batte i finlandesi dell'FC Haka 1-0, per poi essere eliminati dal Lione 4-2.

#### M'Boro
Nel 2001 viene acquistato dagli inglesi del M'Boro squadra militante in FA Premier League. La squadra finì il campionato nella zona medio-bassa della classifica in un anno in cui l'allenatore Terry Venables venne esonerato e rimpiazzato da Steve McClaren. Nel 2002 i biancorossi chiudono un altalenante campionato nella zona media della classifica salvandosi a poche giornate. Nel 2003 il Middlesbrough arriva 11º in campionato ma vince la Coppa di Lega Inglese e quindi a diritto a partecipare alla Coppa UEFA. Nel 2004 il Middlesbrough compie una grandissima cavalcata che si conclude con il 7º posto valevole un biglietto per l'Europa. In Europa parte dal primo turno incontrando i cechi del Football Club Baník Ostrava ed eliminandoli 4-1 (3-0 in casa e 1-1 in trasferta); vanno alla fase a gironi e capitano nel gruppo E insieme a Villarreal Club de Fútbol, Partizan, Lazio e Egaleo FC. Il girone si presenta passabile per il M'Boro che lo conclude davanti a Villarreal e Partizan; ai sedicesimi l'Grazer Athletiksport-Klub viene eliminato 4-3 (2-2 a Graz e 2-1 a Middlesbrough); agli ottavi i biancorossi si devono arrestare contro lo Sporting di Lisbona 2-4 (2-3 in casa e 0-1 in trasferta) che arriverà in finale.
Chiuderà queste 4 stagioni giocando da titolare 117 partite di Premier ma segnerà "solo" 23 reti.
Il M'Boro lo cede in prestito allo Strasburgo dove gioca 9 partite senza segnare.

#### Alemannia Aachen
Arriva nel 2006 all'Alemannia Aachen squadra tedesca. Proprio in quest'anno viene retrocessa in 2. Fußball-Bundesliga e l'anno successivo non risale in Fußball-Bundesliga. Nel 2008 l'A. Aachen sfiora la risalita ma trova solo il 4º posto. Nel 2009 rischia invece di cadere in 3. Liga ma si salva nelle ultime giornate. Attualmente Németh ha collezionato 17 reti in 74 presenze.

### Nazionale
Entrato nel giro della nazionale nel 1996 all'età di 19 anni. Fino al 28 giugno 2010 era il capocannoniere della sua nazionale con 22 reti ma è stato superato da Róbert Vittek in seguito alle quattro partite della Slovacchia nelle quali l'attaccante dell'Ankaragücü ha segnato 4 reti, l'ultima il 28 giugno contro i Paesi Bassi in Paesi Bassi-Slovacchia 2-1, in cui Vittek sigla il gol della bandiera su rigore al novantaquattresimo.

## Statistiche

### Cronologia presenze e reti in nazionale
| Cronologia completa delle presenze e delle reti in nazionale ― Slovacchia | Cronologia completa delle presenze e delle reti in nazionale ― Slovacchia | Cronologia completa delle presenze e delle reti in nazionale ― Slovacchia | Cronologia completa delle presenze e delle reti in nazionale ― Slovacchia | Cronologia completa delle presenze e delle reti in nazionale ― Slovacchia | Cronologia completa delle presenze e delle reti in nazionale ― Slovacchia | Cronologia completa delle presenze e delle reti in nazionale ― Slovacchia | Cronologia completa delle presenze e delle reti in nazionale ― Slovacchia |
| Data                                                                      | Città                                                                     | In casa                                                                   | Risultato                                                                 | Ospiti                                                                    | Competizione                                                              | Reti                                                                      | Note                                                                      |
| ------------------------------------------------------------------------- | ------------------------------------------------------------------------- | ------------------------------------------------------------------------- | ------------------------------------------------------------------------- | ------------------------------------------------------------------------- | ------------------------------------------------------------------------- | ------------------------------------------------------------------------- | ------------------------------------------------------------------------- |
| 27-3-1996                                                                 | Nitra                                                                     | Slovacchia                                                                | 4 – 0                                                                     | Bielorussia                                                               | Amichevole                                                                | -                                                                         | 64’                                                                       |
| 2-2-1997                                                                  | Cochabamba                                                                | Bolivia                                                                   | 0 – 1                                                                     | Slovacchia                                                                | Amichevole                                                                | -                                                                         | 64’                                                                       |
| 5-2-1997                                                                  | Alajuela                                                                  | Costa Rica                                                                | 2 – 2                                                                     | Slovacchia                                                                | Amichevole                                                                | 1                                                                         | 55’                                                                       |
| 8-2-1997                                                                  | Pereira                                                                   | Colombia                                                                  | 1 – 0                                                                     | Slovacchia                                                                | Amichevole                                                                | -                                                                         | 77’                                                                       |
| 29-4-1997                                                                 | Trnava                                                                    | Slovacchia                                                                | 3 – 1                                                                     | Islanda                                                                   | Qual. Mondiali 1998                                                       | -                                                                         | 55’                                                                       |
| 8-6-1997                                                                  | Belgrado                                                                  | Jugoslavia                                                                | 2 – 0                                                                     | Slovacchia                                                                | Qual. Mondiali 1998                                                       | -                                                                         | 66’                                                                       |
| 6-2-1998                                                                  | Limassol                                                                  | Slovacchia                                                                | 1 – 1                                                                     | Slovenia                                                                  | Amichevole                                                                | -                                                                         | 60’                                                                       |
| 7-2-1998                                                                  | Limassol                                                                  | Islanda                                                                   | 1 – 2                                                                     | Slovacchia                                                                | Amichevole                                                                | 1                                                                         | 72’                                                                       |
| 9-2-1998                                                                  | Larnaca                                                                   | Finlandia                                                                 | 0 – 2                                                                     | Slovacchia                                                                | Amichevole                                                                | -                                                                         | 84’                                                                       |
| 25-3-1998                                                                 | Belfast                                                                   | Irlanda del Nord                                                          | 1 – 0                                                                     | Slovacchia                                                                | Amichevole                                                                | -                                                                         | 46’                                                                       |
| 15-4-1998                                                                 | Bratislava                                                                | Slovacchia                                                                | 0 – 0                                                                     | Corea del Sud                                                             | Amichevole                                                                | -                                                                         | 69’                                                                       |
| 19-8-1998                                                                 | Košice                                                                    | Slovacchia                                                                | 0 – 0                                                                     | Finlandia                                                                 | Amichevole                                                                | -                                                                         | 57’                                                                       |
| 14-10-1998                                                                | Bratislava                                                                | Slovacchia                                                                | 0 – 3                                                                     | Portogallo                                                                | Qual. Euro 2000                                                           | -                                                                         | 57’                                                                       |
| 4-9-1999                                                                  | Bratislava                                                                | Slovacchia                                                                | 1 – 5                                                                     | Romania                                                                   | Qual. Euro 2000                                                           | -                                                                         |                                                                           |
| 8-9-1999                                                                  | Dubnica nad Váhom                                                         | Slovacchia                                                                | 2 – 0                                                                     | Liechtenstein                                                             | Qual. Euro 2000                                                           | 1                                                                         | 75’                                                                       |
| 16-8-2000                                                                 | Bratislava                                                                | Slovacchia                                                                | 1 – 1                                                                     | Croazia                                                                   | Amichevole                                                                | 1                                                                         | 87’                                                                       |
| 3-9-2000                                                                  | Bratislava                                                                | Slovacchia                                                                | 2 – 0                                                                     | Macedonia                                                                 | Qual. Mondiali 2002                                                       | -                                                                         |                                                                           |
| 7-10-2000                                                                 | Chișinău                                                                  | Moldavia                                                                  | 0 – 1                                                                     | Slovacchia                                                                | Qual. Mondiali 2002                                                       | 1                                                                         | 88’                                                                       |
| 11-10-2000                                                                | Bratislava                                                                | Slovacchia                                                                | 0 – 0                                                                     | Svezia                                                                    | Qual. Mondiali 2002                                                       | -                                                                         |                                                                           |
| 15-11-2000                                                                | Rodi                                                                      | Grecia                                                                    | 0 – 2                                                                     | Slovacchia                                                                | Amichevole                                                                | 1                                                                         | 66’                                                                       |
| 27-2-2001                                                                 | Algeri                                                                    | Algeria                                                                   | 1 – 1                                                                     | Slovacchia                                                                | Amichevole                                                                | 1                                                                         |                                                                           |
| 24-3-2001                                                                 | Istanbul                                                                  | Turchia                                                                   | 1 – 1                                                                     | Slovacchia                                                                | Qual. Mondiali 2002                                                       | -                                                                         |                                                                           |
| 28-3-2001                                                                 | Trnava                                                                    | Slovacchia                                                                | 3 – 1                                                                     | Azerbaigian                                                               | Qual. Mondiali 2002                                                       | 2                                                                         | 68’                                                                       |
| 29-5-2001                                                                 | Brema                                                                     | Germania                                                                  | 2 – 0                                                                     | Slovacchia                                                                | Amichevole                                                                | -                                                                         | 46’                                                                       |
| 2-6-2001                                                                  | Stoccolma                                                                 | Svezia                                                                    | 2 – 0                                                                     | Slovacchia                                                                | Qual. Mondiali 2002                                                       | -                                                                         | 58’                                                                       |
| 6-6-2001                                                                  | Baku                                                                      | Azerbaigian                                                               | 2 – 0                                                                     | Slovacchia                                                                | Qual. Mondiali 2002                                                       | -                                                                         |                                                                           |
| 1-9-2001                                                                  | Bratislava                                                                | Slovacchia                                                                | 0 – 1                                                                     | Turchia                                                                   | Qual. Mondiali 2002                                                       | -                                                                         | 46’                                                                       |
| 5-9-2001                                                                  | Trenčín                                                                   | Slovacchia                                                                | 4 – 2                                                                     | Moldavia                                                                  | Qual. Mondiali 2002                                                       | 1                                                                         | 46’                                                                       |
| 7-10-2001                                                                 | Skopje                                                                    | Macedonia                                                                 | 0 – 5                                                                     | Slovacchia                                                                | Qual. Mondiali 2002                                                       | -                                                                         | 68’                                                                       |
| 27-3-2002                                                                 | Graz                                                                      | Austria                                                                   | 2 – 0                                                                     | Slovacchia                                                                | Amichevole                                                                | -                                                                         | 46’                                                                       |
| 14-5-2002                                                                 | Prešov                                                                    | Slovacchia                                                                | 4 – 1                                                                     | Uzbekistan                                                                | Amichevole                                                                | -                                                                         | 46’                                                                       |
| 21-8-2002                                                                 | Olomouc                                                                   | Rep. Ceca                                                                 | 4 – 1                                                                     | Slovacchia                                                                | Amichevole                                                                | 1                                                                         | 38’                                                                       |
| 12-10-2002                                                                | Bratislava                                                                | Slovacchia                                                                | 1 – 2                                                                     | Inghilterra                                                               | Qual. Euro 2004                                                           | 1                                                                         |                                                                           |
| 29-3-2003                                                                 | Skopje                                                                    | Macedonia                                                                 | 0 – 2                                                                     | Slovacchia                                                                | Qual. Euro 2004                                                           | -                                                                         | 76’                                                                       |
| 2-4-2003                                                                  | Trnava                                                                    | Slovacchia                                                                | 4 – 0                                                                     | Liechtenstein                                                             | Qual. Euro 2004                                                           | 2                                                                         | 46’                                                                       |
| 30-4-2003                                                                 | Žilina                                                                    | Slovacchia                                                                | 2 – 2                                                                     | Grecia                                                                    | Amichevole                                                                | 2                                                                         |                                                                           |
| 7-6-2003                                                                  | Bratislava                                                                | Slovacchia                                                                | 0 – 1                                                                     | Turchia                                                                   | Qual. Euro 2004                                                           | -                                                                         |                                                                           |
| 11-6-2003                                                                 | Middlesbrough                                                             | Inghilterra                                                               | 2 – 1                                                                     | Slovacchia                                                                | Qual. Euro 2004                                                           | -                                                                         | 76’                                                                       |
| 10-9-2003                                                                 | Žilina                                                                    | Slovacchia                                                                | 1 – 1                                                                     | Macedonia                                                                 | Qual. Euro 2004                                                           | 1                                                                         |                                                                           |
| 11-10-2003                                                                | Vaduz                                                                     | Liechtenstein                                                             | 0 – 2                                                                     | Slovacchia                                                                | Qual. Euro 2004                                                           | -                                                                         | 76’                                                                       |
| 31-3-2004                                                                 | Bratislava                                                                | Slovacchia                                                                | 1 – 1                                                                     | Austria                                                                   | Amichevole                                                                | -                                                                         |                                                                           |
| 28-4-2004                                                                 | Kiev                                                                      | Ucraina                                                                   | 1 – 1                                                                     | Slovacchia                                                                | Amichevole                                                                | -                                                                         | 86’                                                                       |
| 29-5-2004                                                                 | Fiume                                                                     | Croazia                                                                   | 1 – 0                                                                     | Slovacchia                                                                | Amichevole                                                                | -                                                                         |                                                                           |
| 18-8-2004                                                                 | Bratislava                                                                | Slovacchia                                                                | 3 – 1                                                                     | Lussemburgo                                                               | Qual. Mondiali 2006                                                       | -                                                                         | 84’                                                                       |
| 4-9-2004                                                                  | Mosca                                                                     | Russia                                                                    | 1 – 1                                                                     | Slovacchia                                                                | Qual. Mondiali 2006                                                       | -                                                                         | 76’                                                                       |
| 8-9-2004                                                                  | Bratislava                                                                | Slovacchia                                                                | 7 – 0                                                                     | Liechtenstein                                                             | Qual. Mondiali 2006                                                       | 1                                                                         |                                                                           |
| 9-10-2004                                                                 | Bratislava                                                                | Slovacchia                                                                | 4 – 1                                                                     | Lettonia                                                                  | Qual. Mondiali 2006                                                       | 1                                                                         |                                                                           |
| 26-3-2005                                                                 | Tallinn                                                                   | Estonia                                                                   | 1 – 2                                                                     | Slovacchia                                                                | Qual. Mondiali 2006                                                       | -                                                                         | 89’                                                                       |
| 30-3-2005                                                                 | Bratislava                                                                | Slovacchia                                                                | 1 – 1                                                                     | Portogallo                                                                | Qual. Mondiali 2006                                                       | -                                                                         |                                                                           |
| 4-6-2005                                                                  | Lisbona                                                                   | Portogallo                                                                | 2 – 0                                                                     | Slovacchia                                                                | Qual. Mondiali 2006                                                       | -                                                                         | 59’                                                                       |
| 8-6-2005                                                                  | Lussemburgo                                                               | Lussemburgo                                                               | 0 – 4                                                                     | Slovacchia                                                                | Qual. Mondiali 2006                                                       | 1                                                                         |                                                                           |
| 8-10-2005                                                                 | Bratislava                                                                | Slovacchia                                                                | 1 – 0                                                                     | Estonia                                                                   | Qual. Mondiali 2006                                                       | -                                                                         |                                                                           |
| 12-10-2005                                                                | Bratislava                                                                | Slovacchia                                                                | 0 – 0                                                                     | Russia                                                                    | Qual. Mondiali 2006                                                       | -                                                                         | 49’ 83’                                                                   |
| 12-11-2005                                                                | Madrid                                                                    | Spagna                                                                    | 5 – 1                                                                     | Slovacchia                                                                | Qual. Mondiali 2006                                                       | 1                                                                         | 83’                                                                       |
| 16-11-2005                                                                | Bratislava                                                                | Slovacchia                                                                | 1 – 1                                                                     | Spagna                                                                    | Qual. Mondiali 2006                                                       | -                                                                         | 60’                                                                       |
| 1-3-2006                                                                  | Parigi                                                                    | Francia                                                                   | 1 – 2                                                                     | Slovacchia                                                                | Amichevole                                                                | 1                                                                         |                                                                           |
| 2-9-2006                                                                  | Bratislava                                                                | Slovacchia                                                                | 6 – 1                                                                     | Cipro                                                                     | Qual. Euro 2008                                                           | -                                                                         | 46’                                                                       |
| 6-9-2006                                                                  | Bratislava                                                                | Slovacchia                                                                | 0 – 3                                                                     | Rep. Ceca                                                                 | Qual. Euro 2008                                                           | -                                                                         | 24’                                                                       |
| Totale                                                                    |                                                                           | Presenze                                                                  | 58                                                                        |                                                                           | Reti (3º posto)                                                           | 22                                                                        |                                                                           |

## Palmarès

### Club
- Campionato slovacco: 5

SK Slovan Bratislava: 1994-1995, 1995-1996
Kosice: 1997-1998
Inter Bratislava: 1999-2000, 2000-2001
- Coppa di Slovacchia: 3

SK Slovan Bratislava: 1997
Inter Bratislava: 2000, 2001
- Supercoppa di Slovacchia: 3

SK Slovan Bratislava: 1994, 1996
Kosice: 1997
- Coppa di Lega Inglese: 1

Middlesbrough Football Club: 2003-2004

### Individuale
- Capocannoniere del campionato slovacco: 2

2000, 2001
- Calciatore slovacco dell'anno: 1

2000